# Liste der Monuments historiques in Saxon-Sion
Die Liste der Monuments historiques in Saxon-Sion führt die Monuments historiques in der französischen Gemeinde Saxon-Sion auf.

## Liste der Immobilien
| Bezeichnung                 | Beschreibung | Standort                             | Kennzeichnung | Schutzstatus | Datum | Bild           |
| --------------------------- | --- | ------------------------------------ | ------------- | ------------ | ----- | -------------- |
| Colline de Sion             | langgestreckter Hügelzug mit archäologischen Funden vom Neolithikum bis zum Hochmittelalter                                                                           | südlich und östlich des Ortes (Lage) | PA00135415    | Inscrit      | 1995  | weitere Bilder |
| Basilika Notre-Dame-de-Sion | Chor von 1324/25, Schiff 1741 erneuert; Glockenturm von 1858 bis 1869 erbaut, Architekten François Lamorre und Léon Vautrin; Klostergebäuden, 17. und 19. Jahrhundert | Rue Notre-Dame (Lage)                | PA54000059    | Inscrit      | 2003  | weitere Bilder |

## Liste der Objekte
| Bezeichnung               | Beschreibung                                                                    | Standort                                  | Kennzeichnung | Schutzstatus | Datum | Bild |
| ------------------------- | ------------------------------------------------------------------------------- | ----------------------------------------- | ------------- | ------------ | ----- | ---- |
| Chorgestühl               | Holz, 17. Jahrhundert                                                           | in der Basilika Notre-Dame-de-Sion (Lage) | PM54000847    | Classé       | 1969  |      |
| Skulptur Madonna mit Kind | Stein, 15. Jahrhundert                                                          | in der Basilika Notre-Dame-de-Sion (Lage) | PM54000849    | Classé       | 1969  |      |
| Prozessionsfahnen         | Stoff, 1944                                                                     | in der Basilika Notre-Dame-de-Sion (Lage) | PM54001907    | Inscrit      | 2004  |      |
| Sieges-Ornat              | Pluviale, Kasel, Dalmatik, Tunika, zwei Stolen und zwei Manipel; Stoff, um 1915 | in der Basilika Notre-Dame-de-Sion (Lage) | PM54001906    | Inscrit      | 2004  |      |
| Chorschranke              | Schmiedeeisen, 1753                                                             | in der Basilika Notre-Dame-de-Sion (Lage) | PM54000848    | Classé       | 1969  |      |